# Félix Doubront
Félix Antonio Doubront (Puerto Cabello, Carabobo, Venezuela, 23 de octubre de 1987) es un lanzador abridor venezolano de los Dorados de Chihuahua en la Liga Mexicana de Béisbol y de los Bravos de Margarita en la Liga Venezolana de Béisbol Profesional. Acumula seis temporadas en Grandes Ligas jugando para los Boston Red Sox y Oakland Athletics. 
Armado con una recta de hasta 96 millas por hora. Además, Doubront tiene una curva muy buena, y un excelente slider, acompañado de un buen control en sus pitcheos. 
Doubront tenía 17 años cuando entró en los menores de edad en 2005 con los Medias Rojas VSL (novato), jugando para ellos un año antes de unirse a los Medias Rojas, GCL (novato, 2006), Lowell Spinners (A-, 2006-2007), Greenville Drive (A, 2007-2008) y Lancaster JetHawks (A +, 2008).
Su temporada más productiva fue en 2008, cuando obtuvo un total de 13-9 con efectividad de 3.76 en 119 ⅓ entradas de labor.
En una carrera de tres temporada, Doubront tiene un registro de 17-19 con un ERA 4,57 y un 3,17 tachado-a-caminar ratio (228-a-72) en 271 entradas ⅔.